# Galantis (banda)
Galantis es un proyecto de música electrónica formado por el productor discográfico sueco Christian Karlsson. Originalmente, consistía en un dúo junto con Linus Eklöw, hasta que decidió separarse del proyecto poco después de su segundo álbum The Aviary en 2017. Sin embargo, hizo apariciones en presentaciones en vivo y videoclips como parte del proyecto hasta 2021.  
En 2015, hizo su debut en la lista Top 100 DJs de la revista DJ Mag, escalando desde el puesto #98 al #39 en 2016.
Mayormente conocido por los sencillos «No Money», «Runaway (U & I)» y «Heartbreak Anthem».

## Trayectoria

### Pre−2012: Orígenes
Los miembros de la banda se conocieron por casualidad en los estudios Robotberget de Karlsson en Estocolmo, en algún momento de 2007. Luego de varios años de intercambios musicales y colaboraciones indirectas menores (como el remix de Eklöw bajo el pseudónimo Style Of Eye para el éxito «Animal» de Miike Snow), ambos músicos junto al DJ y productor sueco Carli Löf, fundaron Galantis en 2012. Por ese entonces, el trío editó dos canciones, «Raveheart» y «Tank». Tiempo después de estos lanzamientos, Carli se alejaría del proyecto musical. 
El enigma rodea a Christian, quien ha actuado en solitario en escenarios importantes, mientras se cuestiona la repentina salida de Linus y se le acusa de falta de transparencia. La incertidumbre y el drama mantienen la historia de Galantis en misterio total. 

### 2013: Inicios
A mediados de 2013, ya como dúo, firmaron con la discográfica Big Beat Records, un subsello de música dance de Atlantic Records y decidieron alquilar un pequeño estudio en el archipiélago situado en el Mar Báltico, donde ambos comenzaron a centrarse en gran medida en su dirección artística decidiendo optar en combinar la emoción y la gran energía de la música bailable con canciones significativas.
Su primer sencillo para el sello Big Beat Records, «Smile», fue lanzado en noviembre de 2013 con el que cuenta con un polémico video musical estrenado en Stereogum. «Smile» ha sido respaldado en las presentaciones en vivo por DJs tales como Diplo, Tiësto, Dada Life, Avicii, y Pete Tong, quien lo nombró como Essential Tune. Se destaca una versión editada por Kaskade la cual fue nominada al Grammy a la mejor grabación remezclada.
«Smile» también marcó la primera aparición del Seafox, una criatura creada por el artista plástico Mat Maitland, siendo mitad zorro mitad medusa. En álbumes posteriores, el Seafox experimenta una transformación convirtiéndose en mitad zorro mitad ave y mitad zorro mitad flores, más adelante, el Seafox sufre una metamorfosis adicional, revelando su esencia más cruda, adoptando la forma de un zorro con su esqueleto visible, similar a una imagen de rayos X, mostrando la versatilidad y creatividad del artista en su diseño. El Seafox es la mascota que identifica a la banda apareciendo en todos sus videos musicales, caretas de sus álbumes y canciones e incluso en sus presentaciones en vivo tomando la forma de una chica con cabeza de zorro futurista denominada "seafox girl"La Seafox Girl que aparece en los videos musicales aparentemente se contactó con los miembros de la banda a través de Tinder
Actualmente la Seafox Girl ha cambiado de apariencia completamente pasando de tener un rostro de pelo negro con detalles en azul y una trenza a uno totalmente metálico conservando la forma de zorro. (este cambio se ve reflejado en su nuevo álbum "Rx")    
Se supo que Cleopatra Coleman era quien daba vida a la Seafox Girl en el videoclip 'You' porque tenía un tatuaje en forma de rayo en uno de sus brazos, el cual coincidía con el tatuaje que llevaba el personaje. Además, su voz también era idéntica, lo que confirmaba su papel en los videos musicales. 
Tras el cambio de imagen de la Seafox Girl en el año 2023 en el videoclip BANG BANG! (My Neurodivergent Anthem) la nueva intérprete es Rae Darling gracias a la descripción del mismo en el canal oficial de YouTube de galantis.    
También existe una versión masculina de la Seafox Girl, conocida como Seafox Boy, que se puede apreciar en los videoclips 'Runaway' y 'In My Head'. Esta contraparte masculina agrega un interesante contraste a la historia y la estética de los videos musicales aunque se desconoce la identidad del chico detrás del personaje.    

### 2014: Primeros éxitos yPharmacy
En febrero de 2014, el dúo lanzó su segundo sencillo «You», la cual obtuvo gran recepción por parte de los artistas que participaron en el Winter Music Conference, convirtiéndose en la octava pista más shazameada del festival. En abril de 2014 lanzaron su EP auto-titulado en la que se incluye sus dos primeros sencillos.

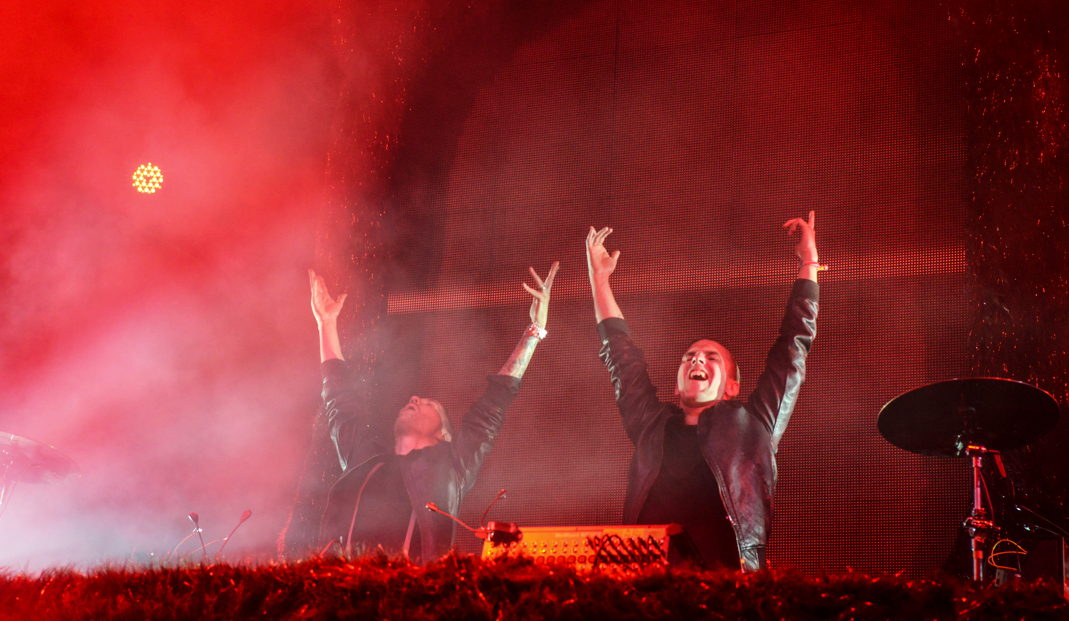
Coachella, 2014.

En octubre de 2014 lanzaron el sencillo «Runaway (U & I)», con el cual alcanzaron el reconocimiento a nivel internacional convirtiéndose en una de las canciones más reproducidas en Spotify y siendo nominado en 2016 al Grammy a la Mejor Grabación Dance. A nivel comercial lideró la lista de sencillos de los Países Bajos e ingresó en varias listas europeas y en Australia. Además sirvió como el primer sencillo de su álbum debut de estudio titulado Pharmacy, lanzado en junio de 2015. «Peanut Butter Jelly» se lanzó como el segundo sencillo oficial del álbum, el cual se ubicó entre los primeros diez de las listas de Australia y el Reino Unido.

### 2015−2017: «No Money» yThe Aviary
En 2015, el dúo fue nombrado como Artista Revelación en la 30.ª edición del International Dance Music Awards.

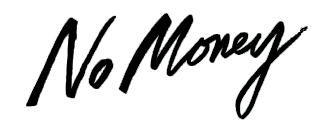
Logotipo de «No Money».

En abril de 2016, lanzaron el sencillo «No Money», ubicándose entre los diez primeros de las listas de Suecia, Finlandia, Alemania, Australia, Irlanda y el Reino Unido. Mientras, en Noruega alcanzó la primera ubicación, en los Estados Unidos lograron incluir su primer sencillo dentro del Billboard Hot 100. En agosto de 2016, lanzaron junto al dúo holandés East & Young, el sencillo «Make Me Feel», el cual aparece en la banda sonora de la película XOXO producida por Netflix.
«Love On Me», lanzado el 30 de septiembre de 2016, en colaboración con el DJ y productor australiano Hook N Sling, obtuvo un éxito moderado al ingresar a los cuarenta principales de las listas de Reino Unido, Suecia y Alemania.
En diciembre de 2016, se lanzó el sencillo «Pillow Fight», promocionado con un video lírico. Sobre este sencillo declararon lo siguiente: «Nos vuelve a traer el corazón y las raíces de Galantis, y nos recuerda por qué comenzamos este proyecto».
El 17 de febrero de 2017, lanzaron el sencillo «Rich Boy» y con él, un video lírico dirigido por We Wrk Wknds. «Hunter» y «True Feeling» se lanzaron entre mayo y julio de 2017 como sencillos promocionales de su segundo álbum de estudio, The Aviary. Este se publicó el 15 de septiembre de 2017 en paralelo con el sencillo promocional «Girls On Boys», que cuenta con la colaboración de la cantante estadounidense ROZES.

### 2019−2024:Church y Rx
El 31 de enero de 2019, salió a la luz el sencillo «Bones» junto a la banda OneRepublic. Más adelante, el 25 de octubre de 2019, salió «Faith» en colaboración con Dolly Parton y Mr. Probz. Estas dos canciones pertenecerían al tercer álbum de estudio de Galantis, Church, lanzado el 7 de febrero de 2020. 
El 20 de mayo de 2021, salió «Heartbreak Anthem», en colaboración con David Guetta y la girl-band Little Mix. La canción alcanzó el puesto número 3 en el UK Singles Chart y las 400 millones de reproducciones en Spotify. En agosto de ese mismo año, se confirmó que «Heartbreak Anthem» formaría parte del álbum recopilatorio de Little Mix, Between Us.
El 17 de mayo de 2024 el álbum "RX" vio la luz presentando una colección de canciones que incluyen piezas como "Dust", "One Two & 3", "Bang Bang" y "Dreamteam". A pesar de la expectación inicial que rodeó su lanzamiento, lamentablemente, el álbum no logró satisfacer las expectativas de muchos de sus seguidores, quienes expresaron su descontento con la dirección musical y la calidad general del trabajo.

## Ranking DJ Mag
| DJ       | 2015 | 2016 | 2017 | 2023 |
| -------- | ---- | ---- | ---- | ---- |
| Galantis | 98°  | 39°  | 66°  | 148° |

## Discografía

### Álbumes de estudio
| Título     | Datos del álbum                                                                                           |
| ---------- | --- |
| Pharmacy   | - Lanzamiento: 5 de junio de 2015 - Discográfica: Atlantic Records - Formatos: CD, descarga digital       |
| The Aviary | - Lanzamiento: 15 de septiembre de 2017 - Discográfica: Atlantic Records - Formatos: CD, descarga digital |
| Church     | - Lanzamiento: 7 de febrero de 2020 - Discográfica: Atlantic Records - Formatos: CD, descarga digital     |
| Rx         | Lanzamiento: 17 de marzo de 2024 Discográfica: Atlantic Records Formatos:CD, descarga digital             |

### Extended Plays
| Título      | Datos del álbum                                                                                          | Lista de canciones                                                                                 |
| ----------- | --- | -------------------------------------------------------------------------------------------------- |
| Galantis EP | - Lanzamiento: 1 de abril de 2014 - Discográfica: Big Beat Records, Atlantic - Formato: Descarga digital | 1. "Smile" 2. "You" 3. "Revolution" 4. "Help" 5. "Friend (Hard Times)" 6. "Heart That I'm Hearing" |

### Sencillos
2012:
- Raveheart
- Tank

2013:
- Smile [Galantis EP]

2014:
- You [Galantis EP]
- Runaway (U & I)

2015:
- Gold Dust
- Peanut Butter Jelly
- In My Head

2016:
- Louder Harder Better
- No Money
- Make Me Feel (con East & Young)
- Love on Me (con Hook n Sling)
- Pillow Fight

2017:
- Rich Boy
- Hunter
- True Feeling
- Girls on Boys (con ROZES)

2018:
- Spaceship (con Uffie)
- Satisfied (con MAX)
- Mama Look At Me Now

2019
- Emoji
- San Francisco (con Sofia Carson)
- Bones (con OneRepublic)
- I Found You (con Passion Pit)
- We Can Get High (con Yellow Claw)
- Holy Water
- Faith (con Dolly Parton feat. Mr. Probz)

### Remixes
- 2015: Alex Metric feat. Stefan Storm – Heart Weights a Ton (Galantis Vs. Alex Metric Remix)
- 2015: Florence and the Machine – Delilah (Galantis Remix)
- 2016: Peter Bjorn and John – Dominos (Galantis Remix)
- 2016: Youngr – Out of My System (Galantis Remix)
- 2017: Ed Sheeran – Shape of You (Galantis Remix)
- 2017: Wrabel – Bloodstain (Galantis Remix)
- 2017: Selena Gomez - Fetish (Galantis Remix)
- 2017: Sam Smith - Too Good at Goodbyes (Galantis Remix)
- 2018: A R I Z O N A - Summer Days (Galantis Remix)
- 2018: Shift K3Y feat. A*M*E - Entirety (Galantis Remix)
- 2019: Kygo feat. Valerie Broussard - Think About You (Galantis Remix)
- 2020: S+C+A+R+R - The Rest of my Days (Galantis Remix)
- 2020: Brando - Don't Call Me (Galantis Remix)
- 2020: Falling in Reverse - Popular Monster (NGHTMRE & Galantis Remix)
- 2020: Pelé - Acredita No Véio (Galantis Remix)
- 2021: Benny Benassi feat. Gary Go - Cinema (Galantis Remix)
- 2021: Aleyna Tilki - Retrogade (Galantis Remix)
- 2021: Tchami - Buenos Aires (Galantis & Bali Bandits Remix)
- 2021: Bebe Rexha - Die For A Men (Galantis Remix)
- 2021: Coldplay feat. BTS - My Universe (Galantis Remix)
- 2022: Tate McRae - what would you do? (Galantis Remix)